# Sommer-Paralympics 2008/Teilnehmer (Kenia)
| stlisierte Goldmedaille | stlisierte Silbermedaille | stlisierte Bronzemedaille |
| ----------------------- | ------------------------- | ------------------------- |
| 5                       | 3                         | 1                         |

Kenia nahm mit 18 Sportlern an den Sommer-Paralympics 2008 im chinesischen Peking teil.
Fahnenträger bei der Eröffnungsfeier war der Leichtathlet Henry Wanyioke. Erfolgreichster Athlet der kenianischen Equipe war Henry Kiprono Kirwa. Er gewann in der Leichtathletik drei Goldmedaillen in den Disziplinen 1.500, 5.000 und 10.000 Meter in der Klasse T13 bzw. T12.

## Teilnehmer nach Sportart

### Leichtathletik
Frauen
- Nelly Nasimiyu Munialo
- Hanah Ngendo Mwangi
- Nakhumicha Zakayo, 1 ×  (Speerwurf, Klasse F57/58)

Männer
- Andrew Adimo Auma
- David Rono Boit
- Charles Kandie Chepkieng
- Joseph Kibunja Gachuhi
- Francis Thuo Karanja, 1 ×  (5000 Meter, Klasse T11)
- James Karanja
- Jacob Tanui Kener
- Samwel Mushai Kimani, 1 ×  (1500 Meter, Klasse T11)
- Henry Kiprono Kirwa, 3 ×  (1500, 5000 Meter, Klasse T13; 10.000 Meter, Klasse T12)
- Stephen Wambua Musyoki
- Michael Oluochi Omondi
- Abraham Cheruiyot Tarbei, 2 ×  (1500, 5000 Meter, Klasse T46)
- Simon Wambugu
- Henry Wanyoike, 1 ×  (5000 Meter, Klasse T11)

### Powerlifting (Bankdrücken)
Männer
- Samson Okutto